# Rena Ginossar
Rena Ginossar (hebr. רינה גינוסר) (ur. 1949 w Polsce) – izraelska malarka i poetka pochodzenia polskiego.

## Życiorys
Rena Ginossar urodziła się w Polsce, w 1957 razem z rodziną wyemigrowała do Izraela. Studiowała na Uniwersytecie Telawiwskim literaturoznawstwo porównawcze, równocześnie uczyła się sztuki malarskiej w Kalisher Art Shool, a po jej ukończeniu kontynuowała naukę na Uniwersytecie Ben Guriona w Beer Szewie. Jest ilustratorką książek i czasopism, tworzy grafiki. W 2000 ukazał się pierwszy zbiór jej poezji „Odbicie w lustrze”, w 2003 opublikowano jej powieść „Kiedy mysz spotkała smoka, historia miłosna”. W 2007 ukazał się zbiór wierszy „Droga do mgły”, która zawiera jej ilustracje. W 2011 ukazał się zbiór napisanych przez Renę Ginossar piosenek „Mój język ojczysty”, który również ilustrowała.